# Пельцова, Йиржина
Йи́ржина Пе́льцова (девичья фамилия — А́дамичкова, чеш. Jiřina Pelcová (Adamičková); род. 22 ноября 1969, Яблонец-над-Нисоу, Северочешский край) — чехословацкая и чешская биатлонистка, чемпионка мира 1993 года в женской эстафете и обладательница Кубка мира 1989/90. Является самой молодой победительницей общего зачета Кубка мира в истории.  
Обладательница Кубка мира сезона 1989/1990  

## Биография
Родилась 22 ноября 1969 года в городе Яблонец-над-Нисоу. До 1993 года её фамилия была Адамичкова. В 1994 году вышла замуж. Чемпионка мира 1993 в эстафете, двукратный призёр чемпионатов мира в эстафете, призёр чемпионата Европы 1994. Завершила карьеру после сезона 1997/1998.

## Спортивная карьера

### Олимпийские игры
- 1992 год: Альбертвиль, Франция — 23 в индивидуальной гонке, 5 в спринте, 8 в эстафете (c Габриэлой Сувовой и Яной Кульгавой)
- 1994 год: Лилихаммер, Норвегия — 37 в индивидуальной гонке, 49 в спринте, 7 в эстафете (с Яной Кульгавой, Иветой Книжковой и Эвой Гаковой)
- 1998 год: Нагано, Япония — 38 в индивидуальной гонке, 35 в спринте, 6 в эстафете (с Катержиной Лосмановой, Иреной Чеснековой и Эвой Гаковой)

### Кубок мира
- 1992 год: 3 место в эстафете (в команде с Габриэлой Сувовой, Эвой Гаковой и Яной Кульгавой)
- чемпионка мира 1993 года в эстафете (с Яной Кульгавой, Иветой Книжковой и Эвой Гаковой)
- обладательница Кубка мира сезона 1989/1990 (первое место в общем зачёте)
- бронзовый призёр чемпионата мира 1989 года в эстафете.